# فلورنت آندره
فلورنت آندره (انگلیسی: Florent André؛ زادهٔ ۶ ژوئن ۱۹۹۱) بازیکن فوتبال اهل فرانسه است.
از باشگاه‌هایی که در آن بازی کرده‌است می‌توان به باشگاه فوتبال باستیا اشاره کرد.